# Eriolaena
Eriolaena é um género botânico pertencente à família Malvaceae.